# Palmer (Illinois)
Palmer è un villaggio degli Stati Uniti d'America, situato nello Stato dell'Illinois, nella contea di Christian.